# Kanton Rosporden
Kanton Rosporden (fr. Canton de Rosporden) je francouzský kanton v departementu Finistère v regionu Bretaň. Skládá se ze čtyř obcí.

## Obce kantonu
- Elliant
- Rosporden
- Saint-Yvi
- Tourch